# 尼古拉·彼得罗维奇·尼古拉耶夫
尼古拉·彼得罗维奇·尼古拉耶夫（羅馬化：Nikolay Petrovich Nikolayev；1970年4月2日）是俄罗斯政治人物，第七届、第八届国家杜马代表。
1994年至1998年，尼古拉耶夫在塔什干和莫斯科担任《东欧保险报道》记者，该报告是《金融时报》关于中欧和独联体国家保险问题的专门刊物。1991年至2001年，他担任“Progress-Garant”保险公司的部门负责人。2003年，他创立并领导了传播集团“AMSCOM”，该集团在2009年之前一直为金融领域的公司提供公共关系和授权服务。2010年至2014年，尼古拉耶夫担任全国保险代表协会首席执行官。2013年至2014年，他担任全俄中小企业公共组织“俄罗斯支持”的副主席。2016年，他当选第七届国家杜马代表。2021年，他再次当选第八届国家杜马议员。

## 制裁
尼古拉耶夫于2022年因俄乌战争受到英国政府和美国财政部 制裁。

## 荣誉
- 祖国功勋勋章